# Palpares abyssinicus
Palpares abyssinicus is een insect uit de familie van de mierenleeuwen (Myrmeleontidae), die tot de orde netvleugeligen (Neuroptera) behoort. 
Palpares abyssinicus is voor het eerst wetenschappelijk beschreven door Kolbe in 1898.